# Palazzo La Serenissima
Il Palazzo La Serenissima  è un palazzo per uffici e abitazioni, situato a Milano in Via Turati, progettato e realizzato da Eugenio ed Ermenegildo Soncini tra il 1966 e il 1968.

## Storia
La società committente, la Campari s.p.a., richiedeva un edificio per uffici con un'organizzazione interna molto flessibile, per destinarlo ad affitto. L'area su cui doveva sorgere l'edificio era però composta da due lotti, acquistati in tempi diversi, talché la loro destinazione d'uso era diversa: su via Turati fu possibile realizzare un edificio totalmente ad uffici, mentre quello su via Cavalieri dovette essere destinato ad abitazioni per più della metà. Altri vincoli del PRGC limitavano il loro sviluppo in altezza e imponevano spazi liberi interni così ampi da poter essere destinati a giardino. I progettisti proposero allora di realizzare al piano terreno un portico pubblico, aperto sulla via, così che "il giardino apparisse come un'oasi di verde trasparenza al suo interno". Volevano così creare nel cuore di Milano, su uno degli assi più importanti della città, un edificio che ne accrescesse la qualità ambientale.  La Campari signorilmente accettò la proposta, rinunciando allo sfruttamento di uno spazio di grande valore commerciale se destinato a negozi.
L’edificio era caratterizzato dal colore brunito delle strutture metalliche di facciata, dai vetri fumé del sistema a courtain walls che lo rendevano moderno, tecnologicamente avanzato e sperimentale alla sua epoca: è infatti un edificio in acciaio e vetro, quando nello stesso periodo il calcestruzzo armato era il sistema costruttivo dominante in Italia.

### Restauro
Nel 2012 l'edificio è stato restaurato dallo studio Park Associati, per conto di una banca straniera nuova proprietaria. Sono stati effettuati interventi sulla facciata e l'adeguamento degli impianti, preservando però l’architettura originale. Il progetto ha anche recuperato "volumetrie al piano terreno, dove la generosità di spazi non utilizzati viene ora rivolta al commercio, mantenendo parte della zona a verde centrale".

## Descrizione

### La struttura
"Al fine di raggiungere il miglior equilibrio possibile tra forma e struttura, assolutamente indispensabile in un edificio come questo nel quale la struttura si identifica con l'architettura" furono studiati e valutati due sistemi strutturali alternativi: uno in calcestruzzo armato, l'altro in acciaio. Fu scelto l'acciaio perché con esso non solo l'ingombro delle strutture risultava più ridotto ma era anche possibile evitare le pilastrate interne; si otteneva così una grande flessibilità. Il sistema strutturale è dunque composto da membrature metalliche che consentono una suddivisione modulare dell'edificio. Su questo reticolo modulare si possono impostare le pareti mobili, che consentono di creare i locali in funzione delle necessità degli inquilini. È così possibile passare, senza necessità di gravosi interventi né strutturali né impiantistici, da una soluzione con ampi saloni che interessano l'intera larghezza dei corpi di fabbrica, a una con saloni più piccoli per il lavoro collettivo, sino a una soluzione con uffici singoli. 
Sia nei corpi su strada che in quelli sul giardino, i pilastri sono solo perimetrali ed hanno un limitatissimo ingombro: 16 x 30 cm. (di cui solo 15 cm all'interno del corpo). Il rapporto tra superficie coperta e superficie utile è così eccezionalmente alto: superiore al 70%. Nessun ingombro intermedio dunque, ad eccezione dei nuclei delle scale e degli ascensori, eseguiti in calcestruzzo armato per controventare la struttura in acciaio.

### I materiali e il sistema tecnologico
Determinante per il risultato estetico dell'edificio è stato l'impiego dell'acciaio lasciato a vista. Questo materiale è utilizzato sia nella struttura portante, sia nelle lamiere grecate del soffitto del porticato, al fine di mantenere coerenza nell'impiego dei materiali e un gradevole gioco chiaroscurale. Si è così ottenuto uno stretto binomio tra struttura e architettura.
Le facciate sono di due tipi completamente differenti: quella del corpo a uffici è costituita da superfici vetrate, mentre quella delle abitazioni su via Cavalieri è realizzata con pannellature metalliche porcellanate, nelle quali si aprono le finestre dei vari locali, con posizioni e dimensioni studiate in modo tale da evitare, data l'esigua larghezza stradale, sguardi indiscreti negli ambienti interni. Per lo stesso motivo sono stati utilizzati sia dei cristalli ambrati scuri, che riflettono parte dei raggi solari, sia cristalli specchiati.
"Per separare il portico pedonale dal giardino è stato impiegato un sistema di vetrate a saliscendi, con vetro Visarm sulla tonalità del bronzo."
L'assenza dei tradizionali elementi di sostegno ha reso impossibile accettare quei margini di improvvisazione normalmente concessi alla fase di realizzazione degli impianti: fu necessario eseguire un progetto integrato e dettagliato di tutti gli impianti per poter realizzare preventivamente nelle travi e nei pilastri, quando questi erano ancora in officina, i fori e le asole necessarie per l'installazione dei condotti degli impianti.